# 拉波特里马蒂厄
拉波特里马蒂厄（法語：La Poterie-Mathieu，法語發音：[la pɔtʁi matjø]）是法国厄尔省的一个市镇，属于贝尔奈区。

## 地理
拉波特里马蒂厄（49°15'28"N, 0°31'5"E）面积6.41 平方千米，位于法国诺曼底大区厄尔省，该省份为法国北部内陆省份，北起滨海塞纳省，西接奧恩省和卡爾瓦多斯省，南至厄尔-卢瓦省，东临瓦兹省、瓦兹河谷省和伊夫林省。
与拉波特里马蒂厄接壤的市镇（或旧市镇、城区）包括：埃派涅、略雷、拉诺埃普兰、圣西梅翁。

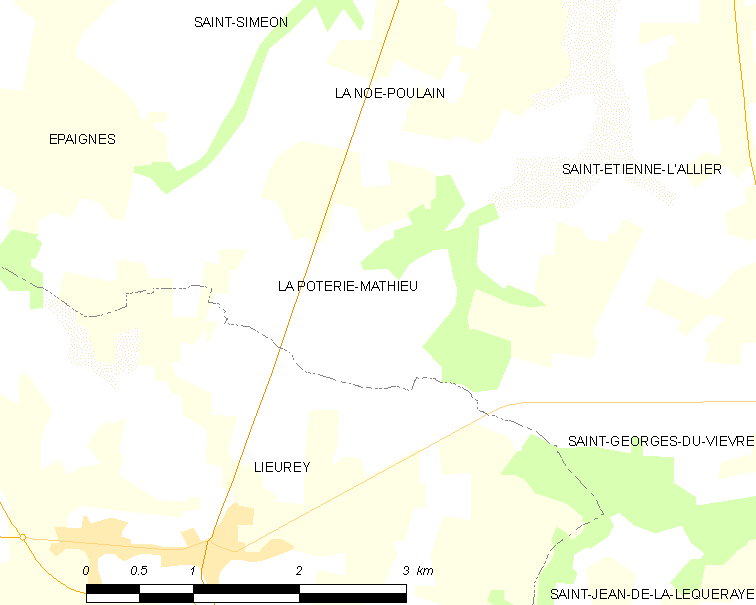
拉波特里马蒂厄的OSM定位图

拉波特里马蒂厄的时区为UTC+01:00、UTC+02:00（夏令时）。

## 行政
拉波特里马蒂厄的邮政编码为27560，INSEE市镇编码为27475。

## 政治
拉波特里马蒂厄所属的省级选区为伯兹维尔县。

## 人口

1962-2008年间拉波特里马蒂厄人口变化图示

拉波特里马蒂厄于2022年1月1日时的人口数量为166人。